# Yagami (Familienname)
Yagami ist ein japanischer Familienname. Das Namenswörterbuch ENAMDICT kennt zwölf verschiedene Schreibweisen mit unterschiedlichen Bedeutungen für Yagami.

## Namensträger
Bekannte Personen mit dem Nachnamen Yagami sind:
- Chitose Yagami (八神 千歳) (* 1969), japanische Manga-Künstlerin
- Hiroki Yagami (八神 ひろき) (* 1967), japanischer Manga-Künstler
- Junko Yagami (八神 純子) (* 1958), japanische Musikerin
- Ken Yagami (八神 健) (* 1966), japanischer Manga-Künstler
- Toll Yagami (ヤガミトール; * 1962), Schlagzeuger der japanischen Rockband Buck-Tick
- Yu Yagami (矢上 裕) (* 1969), japanischer Manga-Künstler